# Mexicargo
Mexicargo fue una aerolínea mexicana de carga con sede en la Ciudad de México.

## Historia
Mexicargo fue fundada el 18 de agosto de 1991 por Marco Mediola e inició vuelos en febrero de 1996 utilizando un Boeing 727-225F. La aerolínea operaba vuelos de carga entre México y Estados Unidos. No está claro cuándo dejó de operar la aerolínea, pero los dos últimos Boeing 707 fueron vistos en el aeropuerto de la Ciudad de México en 2000.
Las ciudades atendidas en 1997 fueron: Guadalajara, Hermosillo, La Paz, Ciudad de México y Tijuana en México. Miami y San Antonio en los Estados Unidos.

## Flota
La flota de Mexicargo era:
- 3 - Boeing 727-225F
- 1 - Boeing 707-323C
- 1 - Boeing 707-347C
- 1 - Douglas DC-9-15RC

No todos los aviones fueron operados al mismo tiempo.